# Práctica deliberada
Práctica deliberada es toda práctica llevada a cabo por un individuo, cuyo objetivo es desarrollar una habilidad, y que cumple los siguientes cinco requisitos:
1. La tarea debe estar bien definida, con un objetivo claro, y este objetivo debe ser completamente entendido por el participante.
2. El participante debe ser capaz de realizar la tarea por sí mismo.
3. El participante debe poder tener acceso a información inmediata sobre su desempeño que le permita realizar los ajustes necesarios para mejorar.
4. Los participantes deben ser capaces de reproducir las tareas o tareas similares repetidamente.
5. La tarea a realizar debe ser diseñada y realizada siguiendo una instrucción individualizada y guiada por un profesor.[1]

El término fue acuñado en 1993 por K. Anders Ericsson y su equipo.Esta práctica deliberada acumulada es lo que provoca que unas personas lleguen más lejos que otras en su campo profesional. A mayor práctica deliberada acumulada, más lejos llegará. Según los autores, es necesario realizar un mínimo de 10 años de práctica deliberada para convertirse en un experto. Sobre esto último, el autor Malcolm Gladwell desarrolló la idea de que para convertirse en un experto es necesario al menos 10000 horas de práctica.

## Talento innato vs práctica deliberada
Existen dos ideas contrarias con respecto a la creación de un experto. Una de las corrientes defiende que las personas deben nacer con un talento innato para ello y que, a pesar de que la práctica es necesaria, una persona sin talento no podrá llegar más allá de un determinado nivel.La otra corriente defiende que los expertos "se hacen" y que el talento innato, o no existe, o se ve ensombrecido por el efecto de la práctica.

## Controversias sobre el término
A partir del estudio de 1993 de Ericsson y su equipo, otros equipos de investigación comenzaron a publicar sobre este campo. Debido a ello, comenzaron a surgir controversias sobre el propio término. Una de las controversias más destacadas fue la que se produjo entre el equipo de Ericsson y el de Macnamara.El equipo de Macnamara, después de realizar un metaanálisis sobre el término, descubrieron que la práctica deliberada sólo explica el 26% de la variación en el desempeño de una tarea en el campo de los juegos, el 21% en el campo de la música, el 18% en el campo de los deportes, el 4% en el campo educativo y menos del 1% en otras profesiones.
Además, en otro artículo posterior, Macnamara y Maitra replicaron el estudio realizado por Ericsson en 1993. Para ello, dividieron a un grupo de estudiantes del Cleveland Institute of Music (CIM) en "los mejores violinistas", "los violinistas buenos" y "los violinistas con peores resultados" para comprobar si el motivo de su éxito estaba en la cantidad de práctica deliberada que habían realizado, tal como propuso Ericsson. Pidieron a profesores de violín del CIM que separaran a los alumnos en violinistas que pensaban que podían llegar a ganar concursos internacionales (los mejores violinistas) y violinistas que eran buenos. El tercer grupo lo eligieron de Case Western Reserve University, una universidad donde se estudia interpretación musical, pero que no tiene los requisitos de entrada tan altos como CIM. Este tercer grupo era el de los "violinistas con peores resultados". Para realizar los grupos, buscaron que los tres grupos fueran lo más parecidos posibles, con características de edad y sexo similares. En todos los grupos llevaron a cabo una serie de entrevistas estructuradas, en donde se preguntaba a los alumnos el número de horas estimado que habían dedicado al estudio del instrumento (tanto estudio dictado por un profesor como de desarrollo propio), así como otras preguntas importantes. Con respecto al estudio de Ericsson de 1993, añadieron el estudio dictado por profesor, para determinar también la definición de práctica deliberada. Los resultados del estudio de Macnamara y Maitra fueron que el grupo al que pertenecían cada uno de los alumnos no tenía una correlación directa con el número de horas de práctica deliberada que habían recibido. De hecho, el grupo de los "buenos violinistas" tuvo un resultado de horas estimadas de estudio mayor que el grupo de "los mejores violinistas". Sin embargo, sí que existían unas diferencias significativas entre los "buenos violinistas" y los "mejores violinistas" comparados con los "violinistas con peores resultados". Un mayor número de horas entre los grupos demostraba el 26% de las diferencias entre los grupos, dato muy similar al 23% de media meta-analítica en la variación de desempeño explicado por la práctica deliberada en el campo de la música.Los resultados arrojados por el estudio contradicen los del artículo de Ericsson de 1993, en el que afirmaban que era imposible para un individuo con menos cantidad acumulada de práctica deliberada a una cierta edad adelantar a los mejores individuos.
Sin embargo, el artículo que creó la controversia entre ambos equipos fue el que publicaron Macnamara y Hambrick en 2020.En este artículo, los dos autores criticaban el uso por parte de Ericsson de diferentes definiciones para el término "práctica deliberada". Este artículo provocó la respuesta de Ericsson, el cual definió las características que tenía que tener la práctica para ser considerada deliberada y la diferencia entre ésta y la práctica con propósito. La única característica que, según Ericsson, diferencia la práctica deliberada de la práctica con propósito es la última:
- La tarea a realizar debe ser diseñada y realizada siguiendo una instrucción individualizada y guiada por un profesor.

Esta diferencia, según Ericsson, es lo que provoca las diferencias entre los estudios de Macnamara y los del autor. El autor falleció en el mismo año de publicación de ese artículo (2020), quedando la controversia sin contestación por parte del equipo de Macnamara.